# Michael O'Kennedy
Michael O'Kennedy (Nenagh, 21 febbraio 1936 – Dublino, 15 aprile 2022) è stato un politico irlandese, esponente del Fianna Fáil.
È stato più volte ministro e commissario europeo.

## Carriera politica
Nel 1965 O'Kennedy fu nominato membro del Seanad nell'ambito del gruppo degli esponenti della cultura e dell'istruzione.
Nel 1969 fu eletto membro del Dail in rappresentanza del collegio di Tipperary Nord. Venne rieletto anche nelle successive elezioni e fece parte del Dail ininterrottamente fino al gennaio 1981. Dal maggio 1970 al gennaio 1973 fu sottosegretario al ministero dell'istruzione, poi dal gennaio al marzo 1973 fu ministro dei trasporti e dell'energia. Tornò al governo nel 1977 come ministro degli esteri. Nel dicembre 1979 fu nominato ministro delle finanze, della pianificazione economica e dello sviluppo e della funzione pubblica. Rimase ministro della pianificazione economica e dello sviluppo fino al gennaio 1980 e ministro della funzione pubblica fino al marzo 1980, mentre si dimise dall'incarico di ministro delle finanze nel dicembre 1980.
Il 6 gennaio 1981 entrò in carica come commissario europeo dell'Irlanda nell'ambito della Commissione Thorn, in cui gli venne assegnata la delega al personale e all'amministrazione. Si dimise dall'incarico nel marzo 1982, in seguito alle elezioni parlamentari irlandesi del febbraio di quell'anno.
Dal 1982 al 1992 O'Kennedy tornò a rappresentare il collegio di Tipperary Nord al Dail. Nel marzo 1987 fu nominato ministro per l'agricoltura e l'alimentazione e dal novembre 1991 al febbraio 1992 fu ministro del lavoro.
Dal 1993 al 1997 O'Kennedy fu membro del Seanad, nominato nell'ambito del gruppo del settore pubblico. Nel 1997 fu eletto nuovamente al Dail in rappresentanza di Tipperary Nord e nel dicembre di quell'anno fu nominato presidente dell'organo interparlamentare britannico-irlandese. Terminò il suo mandato parlamentare nel 2002.